# Friedrich Reindel
Friedrich Reindel (* 6. September 1824 in Werben; † 27. September 1908 in Magdeburg) war neben Julius Krautz (1843–1921) und Carl Gröpler (1868–1946) der bekannteste Scharfrichter in Preußen. Er vollstreckte zwischen 1874 und 1898 mindestens 212 Todesurteile in ganz Norddeutschland.

## Leben

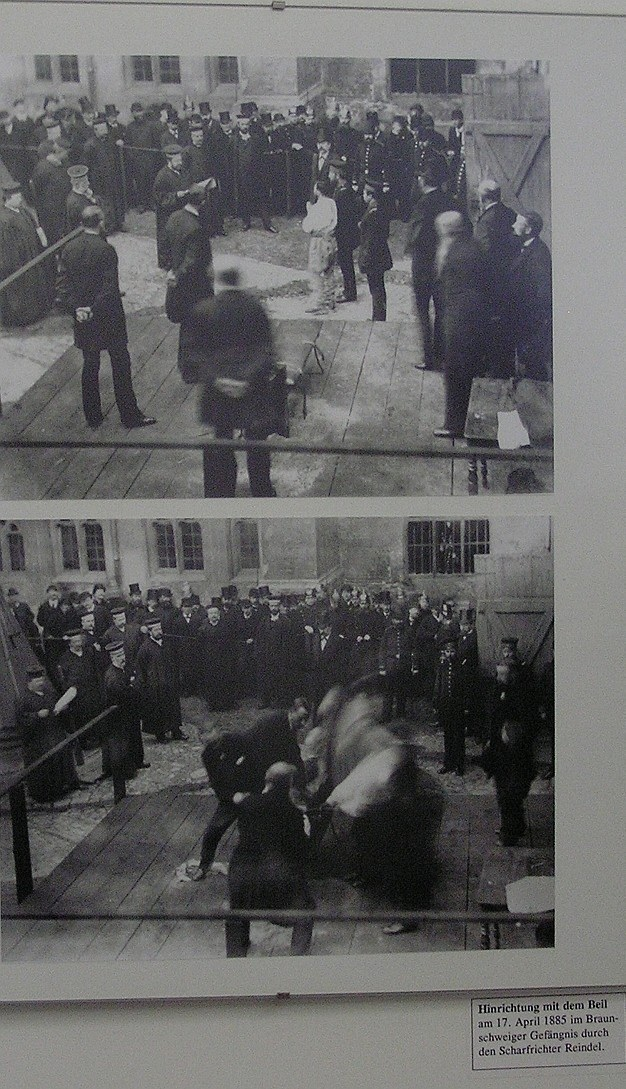
Friedrich Reindel vollzieht am 17. April 1885 in Braunschweig die Enthauptung des wegen Mordes verurteilten Arbeiters Anton Giepsz vermittels Richtbank und Hackbeil. Wenig später wird dann noch die Mittäterin des Giepsz, Antonie Koßmieder, gerichtet.

Reindel wurde als siebtes Kind der ersten Ehe des Scharfrichters und Abdeckers Thomas Christoph Reindel in Werben (Elbe) geboren und auf den Namen Friedrich Wilhelm Reindel getauft. Pate stand der preußische König Friedrich Wilhelm III., der auch selbst die Vornamen des Täuflings bestimmte.
Als Scharfrichtergehilfe arbeitete Friedrich Reindel seit 1842 mit seinem älteren Bruder Wilhelm, dem Scharfrichter aus Werben und späteren Scharfrichter des Norddeutschen Bundes. Nach eigenen Angaben (1883) hatte Reindel seinen Bruder bei 40 Hinrichtungen unterstützt. U. a. assistierte er seinem Bruder Wilhelm am 14. Dezember 1844 in Spandau bei der Hinrichtung des (erfolglosen) Königs-Attentäters Heinrich Ludwig Tschech. Die Gebrüder Reindel gingen sich, wie Zeitungsberichte belegen, hilfreich zur Hand. So verlautete am 13. Mai 1868: „wo sich auch der Scharfrichter Reindel mit seinen drei Brüdern, als dessen Gehülfen, ersterer in schwarzem Anzuge, befanden“.
Als Wilhelm Reindel 1872 mit 59 Jahren in Werben starb, wurde Friedrich Reindel Scharfrichter. Friedrich Reindel diente nach eigener Aussage gegenüber einem amerikanischen Journalisten im Jahre 1891 20 Jahre in der preußischen Armee, wo er als ausgezeichneter Soldat gewürdigt worden sei und was ihm schließlich – wie vielen anderen Armeeangehörigen auch – eine Bevorzugung bei der Besetzung bestimmter Ämter eingebracht habe.
Reindel amtierte fünfundzwanzig Jahre als verantwortlicher Scharfrichter und vollzog mindestens 212 Hinrichtungen. In einem Tagebuch hat er 196 tadellose Hinrichtungen aufgelistet. Zweimal vollzog er eine doppelte, einmal eine dreifache Hinrichtung und am 21. Mai 1898 eine vierfache Hinrichtung in Duisburg.
Solange er noch nicht als preußischer Scharfrichter bestellt war – das war zunächst von 1878 bis 1889 Julius Krautz –, vollzog Friedrich Reindel relativ wenige Hinrichtungen. Am 27. März 1874 amtierte er erstmals bei einer Hinrichtung als verantwortlicher Scharfrichter. Ein gewisses Aufsehen erregte seine Doppelhinrichtung von Henriette Krebs und Wilhelm Brandes am 5. Februar 1875 in Braunschweig. Die Zeitschrift Die Gegenwart schrieb: „R. ist ein stattlicher Mann mit bleichem Gesicht, aus dem weit eher Gutmüthigkeit als Hartherzigkeit spricht.“
Nach den beiden Hinrichtungen in Braunschweig wurde Friedrich Reindel acht Jahre lang nicht eingesetzt.
Friedrich Reindel konstruierte „behufs humanerer, schnellerer und sicherer Ausführung der Exekution“ die Richtbank, die er erstmals am 17. August 1883 in Holzminden anwandte, als er den Weber und Fabrikarbeiter Franz Ille enthauptete. Nachdem Julius Krautz, der bei einer Wirtshausschlägerei einen seiner Gehilfen getötet hatte, in den Ruhestand geschickt worden war, wurde Reindel dessen Nachfolger als preußischer Scharfrichter.
Nach 1898 ist keine von Friedrich Reindel selbst vollzogene Enthauptung mehr dokumentiert, auch wenn er weiterhin erster Ansprechpartner der Behörden blieb. Er hatte rheumatische Beschwerden im Arm. 
Sein Sohn Wilhelm wurde sein Nachfolger, 1901 aber wegen fortgesetzter Trunkenheit entlassen. Sein Enkel Ernst war Scharfrichter zur Zeit des Nationalsozialismus.